# Gonçalo Trastamires
Gonçalo Trastamires (* 1000; † 1. September 1039 in Maia, Portugal) war ein Ritter und Regent.
Er stammte aus dem Adelsgeschlecht der Maia. Trastamires war wesentlich beteiligt an den Feldzügen im Zusammenhang mit der Reconquista bis zum Mondego, insbesondere bei der Eroberung der Burg von Montemor-o-Velho von den Mauren im Jahr 1034. Er wurde in der Folge Regent der Burg und dessen Ländereien und tributpflichtigen Gebieten.